# Miljan Mrdaković
Miljan Mrdaković (Миљан Мрдаковић; Niš, 6 maggio 1982 – Zvezdara, 22 maggio 2020) è stato un calciatore serbo, di ruolo attaccante.

## Palmarès

### Club
- Coppa di Cipro: 1

Apollon Limassol: 2009-2010
- Campionato cinese: 1

Shandong Luneng: 2008
- Singapore Charity Shield: 1

Tampine Rovers: 2014

### Individuale
- Capocannoniere del Campionato cipriota: 1

2010-2011 (21 reti)